# Graphorkis
Graphorkis (Thouars, 1809) è un genere di piante della famiglia delle Orchidacee.

## Descrizione
Comprende specie epifite, dotate di pseudobulbi ovoidali.

Possiedono infiorescenze ramificate, formate da numerosi fiori di colore dal giallo al verde, con maculature brune; il labello, trilobato, può essere dotato o meno di sperone e possiede un gimnostemio abbastanza corto, con due pollinii sessili.

## Distribuzione e habitat
Le specie di questo genere sono diffuse nell'Africa tropicale, in Madagascar e nelle isole Mascarene.

## Tassonomia
Comprende le seguenti 4 specie:
- Graphorkis concolor (Thouars) Kuntze, 1891
- Graphorkis ecalcarata (Schltr.) Summerh., 1953
- Graphorkis lurida (Sw.) Kuntze, 1891
- Graphorkis medemiae (Schltr.) Summerh., 1953